# Curtis (månekrater)
Curtis er et lille nedslagskrater på Månen. Det befinder sig på Månens forside og er opkaldt efter den amerikanske astronom Heber D. Curtis (1872 – 1942).
Navnet blev officielt tildelt af den Internationale Astronomiske Union (IAU) i 1973.
Før det blev omdøbt af IAU, hed dette krater "Picard Z".

## Omgivelser
Curtiskrateret ligger i det vestlige Mare Crisium, øst for Picardkrateret.

## Karakteristika
Krateret er cirkulært og skålformet uden særlige træk.

## Måneatlas
- Billeder af Curtiskrateret i LPI-måneatlasset